# Benard Kimeli
Benard Kimeli (* 10. September 1995) ist ein kenianischer Langstreckenläufer.
2017 siegte er über 10 km beim Paderborner Osterlauf, beim Würzburger Residenzlauf, beim Grand Prix von Prag und beim Singelloop Utrecht.
2018 folgten einem achten Platz beim RAK-Halbmarathon ein Sieg beim Prag-Halbmarathon, ein zweiter Platz im 10-Kilometer-Rennen im Rahmen des Ottawa-Marathons sowie ein achter Platz beim Grand Prix von Prag.
2019 verteidigte er seinen Titel beim Prag-Halbmarathon erfolgreich und steigerte seine persönliche Bestleistung um 40 Sekunden auf 59:07 Minuten.

## Persönliche Bestzeiten
- 10.000 m: 27:26,27 min, 24. November 2018, Machida
- 10-km-Straßenlauf: 27:10 min, 9. September 2017, Prag
- Halbmarathon: 59:07 min, 6. April 2019, Prag